# متلازمة نفسية عضوية
المتلازمة النفسية العضوية مرض مترقٍ يشبه الخرف الكهلي (المبكر). يتكون من مجموعة من الأعراض النفسية تسببها اضطرابات الدماغ العضوية تؤدي إلى تراجع في الذاكرة والتفكير. غالبًا ما يرافق الوهن المتلازمة النفسية العضوية.
تظهر المتلازمة النفسية العضوية مع ضمور الدماغ، وغالبًا قبل الشيخوخة وفي سن الشيخوخة (داء آلزهايمر، وخرف الشيخوخة). تتنوع الأسباب، ومنها الأمراض الوعائية الدماغية، والأذية الرضية التي تصيب الجهاز العصبي المركزي، والتسمم، والتعرض للمذيبات العضوية مثل التولوين، والاضطرابات الاستقلابية المزمنة، والأورام وخراجات الدماغ، والتهاب الدماغ، ويمكن أن تصاحب الأمراض المترافقة بنوبات اختلاجية. تحدث المتلازمة النفسية العضوية في أي عمر ولكنها أكثر وضوحًا عند كبار السن والشيوخ.
وفقًا للحالة المرضية المسبِّبة، تتباين المظاهر السريرية للمتلازمة النفسية العضوية. فمثلًا، في الحالات الضمورية  كداء ألزهايمر، تميل الأعراض نحو اضطراب الذاكرة، أما في داء بيك، فالاضطرابات النفسية أكثر شيوعًا.

## الأعراض
يشكو مرضى المتلازمة النفسية العضوية من الصداع والدوخة وعدم الثبات عند المشي وعدم تحمل الحرارة والأماكن قليلة التهوية وتغيرات الضغط الجوي والأصوات العالية، إلى جانب الأعراض العصبية.
الأعراض النفسية الشائعة: 
- فقدان الذاكرة والتركيز
- التقلقل العاطفي
- التعب السريري
- الاكتئاب الكبير طويل الأمد
- القلق الشديد
- تراجع القدرات الفكرية

الأعراض المعرفية والسلوكية مزمنة واستجابتها للعلاج محدودة.
تبعًا لموقع الآفة، قد يعاني بعض المرضى من مضاعفات بصرية. 

## الأسباب
تُشخص المتلازمة النفسية العضوية عند الأفراد بعد 5-10 سنوات من التعرض المتواصل للمواد الكيميائية مثل الزيلين والتولوين والستايرين، الموجودة في الطلاء والبلاستيك ومزيلات الشحوم.
يجب تقييم ظروف العمل والتاريخ البيئي للتعرض للمواد الكيميائية العضوية. يمكن أن تؤدي إصابة الدماغ الرضية إلى الإصابة بالمتلازمة النفسية العضوية.
يسبب الإفراط في تناول الكحول والمخدرات مدةً طويلة آفة في الدماغ، تؤدي في النهاية إلى ظهور المتلازمة النفسية العضوية. يحاكي داء لايم، الموصوف بأنه «المقلد الجديد» العظيم، الاكتئاب والفصام واضطراب تبدد الشخصية والوسواس القهري. يختلف السبب بين حالة وأخرى، ويمكن أن يحدث الضمور في الدماغ بسبب الشيخوخة دون أي أسباب خارجية.
ينصح باستخدام معدات الوقاية بشكل صحيح وروتيني في بيئات العمل حيث يتعرض العاملون لمواد كيميائية عضوية، والحد من تناول الكحول والمواد المخدرة.

## الآلية
المتلازمة النفسية خليط من الأعراض المختلفة تسببها التغيرات العضوية في الدماغ. من الصعب عزل المكون الدقيق الذي يسبب الاضطراب العصبي إذ يتعرض العامل عادةً لمخاليط  وتركيبات كيميائية متنوعة ومتباينة في درجة نقاوتها.
في المرحلة الأولى، يشيع حدوث الوهن ويترقى الاضطراب ببطء. يمكن تشخيص البداية الحادة إذا ظهرت أعراض نفسية شديدة. يظهر في المرحلة الأخيرة عدد من الاضطرابات، من بينها الخرف ومتلازمة كورساكوف، وتغيرات حادة في الشخصية كالاكتئاب والقلق وفقدان الذاكرة والتغير الجذري في التفكير. يتأثر مستوى اللطف والسعادة والاستبصار في المرحلة النهائية.

ينشأ الاضطراب عن خلل في أنسجة الدماغ، ويكون عادةً ضمورًا سببه اضطراب عصبي آخر.
«من الموجودات المرضية علامات بؤرية أو منتشرة للضمور دون التهاب أو قصور وعائي حاد. تعتمد الصورة السريرية الأساسية على موقع الضمور في الدماغ».
الآلية الدقيقة لتأثير المذيبات على الجهاز العصبي غير مفهومة تمامًا، إلا أن استقلاب المذيبات في الجسم يحولها إلى وسائط سامة خطيرة. تُظهر بعض الأدلة أن تعدد الأشكال المورثي يؤثر على نشاط الإنزيمات الاستقلابية المسؤولة عن معالجة المواد الكيميائية الغريبة. 

## العلاج
عند تأكيد التشخيص، يهدف العلاج إلى عزل سبب الاضطراب ومعالجته. بعد ذلك، تكون الأدوية النفسية خطوة ثانوية في العلاج. من الأدوية المستخدمة مضادات الذهان ومضادات الاكتئاب والمهدئات، وتختلف تبعًا لشدة المرض. 
يتعامل علاج المتلازمة النفسية مع المرض الرئيسي. أظهرت المنشطات الذهنية مثل دواء بيراسيتام، تأثيرات إيجابية. ووُجد أن العلاج بالفيتامينات ومضادات الأكسدة والأدوية ذات الألفة العصبية والأدوية الواقية العصبية فعال عند تقديمها في أشواط متكررة.